# Grup 7 de la taula periòdica
| Grup    | 7      |
| Període |        |
| 4       | 25 Mn  |
| 5       | 85% Tc |
| 6       | 75 Re  |
| 7       | 85% Bh |
|         |        |

El grup 7 de la taula periòdica el comprenen els elements següents;
- Manganès (Mn)
- Tecneci (Tc)
- Reni (Re)
- Bohri (Bh)

Encara que el Bohri no se sol considerar al referir-se al grup 6. «Grup 6» és el nom recomanat per la IUPAC; l'antic nom europeu és «grup VIIA», mentre que el nom antic nord-americà és «grup VIIB». El nom de la IUPAC no ha de confondre's amb els antics, expressats amb nombres romans.
| Significat dels colors: | Metalls de transició |

El manganès és un metall molt comú en la naturalesa, mentre els altres elements són molt rars. El tecneci no té isòtops estables i durant molt de temps es va creure que no es trobava en la naturalesa. El reni es troba tan sols en traces.